# Atlantische Hurrikansaison 2006
Die Atlantische Hurrikansaison 2006 begann offiziell am 1. Juni und endete am 30. November. Innerhalb dieser Periode bilden sich die meisten Tropischen Stürme, da nur zu dieser Zeit geeignete Bedingungen, wie etwa ein warmer Ozean, feuchte Luft und wenig Windscherung, existieren, um die Bildung von Tropischen Wirbelstürmen zu ermöglichen.
Während der atlantischen Hurrikansaison 2006 gab es deutlich weniger Wirbelstürme, als zunächst am Beginn des Jahres prognostiziert wurde. Es gab keinen Hurrikan der Stärke 4 oder 5, insgesamt fünf Stürme, welche die Stärke eines Hurrikans erreichten, davon zwei Starke, und drei Stürme erreichten das Festland. Die höchste am Festland gemessene Windgeschwindigkeit betrug 72 km/h (Alberto bei Panhandle nahe Adams Beach am 13. Juni). Im Oktober und November 2006 bildete sich kein Wirbelsturm mehr. Damit war es eine Durchschnittssaison (1950–2000 Durchschnitt: insgesamt 9,6 Stürme, davon 5,9 Hurrikane und 2,3 starke Hurrikane).

## Stürme

### Tropischer Sturm Alberto
Am 10. Juni organisierte sich vor der Küste von Belize das erste Tropische Tiefdruckgebiet der Saison. Trotz vertikaler Windscherung verstärkte sich das Tiefdruckgebiet am Morgen des 11. Juni zum Tropischen Sturm Alberto. Der am Anfang eher unorganisierte und schwache tropische Sturm konnte sich dann aber schließlich auf dem Loop Current, einer warmen Strömung im Golf von Mexiko, zu einem starken tropischen Sturm mit Windgeschwindigkeiten von bis zu 115 km/h, also knapp unter Hurrikanstärke, intensivieren. Über den seichteren Gewässern vor der Küste Floridas schwächte er sich jedoch ab und ging am 13. Juni, 85 km südöstlich von Tallahassee an Land, wo er leichtere Schäden und Überflutungen verursachte. Am 14. Juni verlor der nunmehr zu einem tropischen Tief herabgestufte Alberto alle seine tropische Merkmale und wurde damit extratropisch.

### Unbenannter Tropischer Sturm
In der Nachanalyse wurde ein zunächst unerkannter tropischer Sturm entdeckt, der sich am 17. Juli am Golfstrom, südlich von Nantucket, aus einem extratropischen Tief entwickelte. Das System war kurz ein tropischer Sturm, bevor es sich am 18. Juli, südöstlich von Nova Scotia, in ein Resttief degenerierte. Es brachte Wind und Regen über Teile des atlantischen Kanadas, ohne Schäden zu verursachen.

### Tropischer Sturm Beryl
Mitte Juli zog eine Kaltfront in Richtung Ostküste der USA und löste sich auf, wobei sich zwei Tiefdruckgebiete bildeten. Das nördlichere der beiden konnte sich schnell organisieren und wurde zunächst, bis zur Nachanalyse, nicht als tropischer Sturm anerkannt, das südlichere der beiden bewegte sich kaum und blieb vor der Küste North Carolinas, ohne wirklich organisiert zu sein. Am 18. Juli jedoch fing es an sich schnell zu organisieren und wurde danach zum zweiten tropischen Tiefdruckgebiet der Saison aufgestuft. Das Tief bewegte sich langsam nach Norden und verstärkte sich am warmen Golfstrom zum tropischen Sturm Beryl. Beryl ging dann am 21. Juli bei Nantucket, Massachusetts an Land, wo sie nur leichte Schäden anrichtete.

### Tropischer Sturm Chris
Ende Juli formte sich vor der Küste Afrikas eine kräftige tropische Welle und driftete langsam westwärts. Sie konnte sich aufgrund von trockener Luft aber nur äußerst langsam entwickeln. Trotzdem konnte sie sich am 31. Juli genug organisieren, um zu einem tropischen Tiefdruckgebiet aufgestuft zu werden. Das Tiefdruckgebiet verstärkte sich am 1. August zu einem tropischen Sturm und bewegte sich dann west-nordwestwärts in Richtung Kleine Antillen. Während Chris sich westwärts bewegte, glaubte man zuerst, dass er sich zu einem Hurrikan verstärken und damit die Küste Floridas bedrohen könnte. Doch Chris geriet in ein Gebiet mit hoher Windscherung und löste sich am 5. August in ein breites Tiefdruckgebiet auf.

### Tropischer Sturm Debby
Ein System vor der Küste Afrikas, welches vom NHC schon seit Tagen auf mögliche Entwicklung beobachtet wurde, wurde am 21. August zu einem tropischen Tiefdruckgebiet aufgestuft. Es wurde sofort eine tropische Sturm Warnung für die Kapverdischen Inseln herausgegeben, da man befürchtete, dass das System südlich über den Archipel ziehen könnte. Das System konnte sich aber nicht auf tropische Sturmstärke verstärken und daher wurden die Warnungen aufgehoben.
Das Tiefdrucksystem konnte sich am 22. August zu einem tropischen Sturm verstärken und wurde Debby benannt. Zuerst glaubte man, dass es sich weiter zu einem Hurrikan verstärken könnte, doch hohe Windscherung und trockene Luft verhinderten dies und das System schwächte sich am 26. August wieder zu einem tropischen Tiefdruckgebiet ab. Am selben Tag verlor es alle seine tropischen Eigenschaften und wurde extratropisch.

### Hurrikan Ernesto
Am 24. August bestätigte ein Aufklärungsflugzeug, dass eine tropische Welle, die die Windward Islands passierte, eine geschlossene Zirkulation entwickelt hatte, worauf diese zu einem tropischen Tiefdruckgebiet aufgestuft wurde. Am 25. August entdeckte ein weiterer Aufklärer, dass das System die Windgeschwindigkeit eines tropischen Sturm erreicht hatte, und das Tiefdruckgebiet wurde Ernesto benannt. Am 27. August erreichte Ernesto Hurrikanstärke, als er nahe an der Südspitze Haitis war, jedoch störten die hohen Berge die Zirkulation des Sturms und Ernesto wurde noch am selben Tag wieder zu einem tropischen Sturm herabgestuft.
Am 28. August ging der Sturm an der Guantánamo-Bucht an Land. Zuvor wurde prognostiziert, dass der Sturm ein starker Hurrikan im Golf von Mexiko werden könnte, just während der Gedenkfeiern für die Opfer von Hurrikan Katrina. Doch der Sturm bewegte sich deutlich weiter östlich als erwartet, was den Golf außer Gefahr brachte. Am 29. August ging er als tropischer Sturm auf der Südspitze Floridas an Land und schwächte sich in ein tropisches Tiefdruckgebiet ab. Der Sturm konnte sich jedoch schnell wieder verstärken, als er wieder über Wasser zog. Am 31. August ging er mit fast Hurrikanstärke in North Carolina an Land und wurde am nächsten Tag extratropisch.
Der Sturm tötete mindestens 8 Menschen, 3 in Haiti und 5 in den USA.

### Hurrikan Florence
Am 3. September bildete sich zwischen Afrika und den Kleinen Antillen ein tropisches Tiefdruckgebiet. Es verstärkte sich anfangs wegen der Windscherung nur langsam, aber doch genug, um am 5. September zum tropischen Sturm Florence zu werden. Als tropischer Sturm dehnte sich Florence stark aus; tropische Sturmstärke wurde bis zu 650 km vom Zentrum erreicht. Mit seiner unorganisierten Struktur und mehreren Zentren blieb Florence mehrere Tage lang ein schwacher tropischer Sturm, auch nachdem sich die äußeren Umstände für eine Verstärkung verbessert hatten. Am Morgen des 10. September erreichte Florence Hurrikanstärke und bald in der Nähe Bermudas seine größte Stärke als Hurrikan der Kategorie 1 und wurde am 12. September, noch als Hurrikan, extratropisch.

### Hurrikan Gordon
Während Florence abzog, organisierte sich ein Tiefdruckgebiet nordöstlich der Kleinen Antillen. Es entwickelte eine geschlossene Zirkulation und wurde am 10. September zu einem tropischen Tiefdruckgebiet erklärt. Nachdem es sich immer weiter verstärkte, wurde es am 11. September zum tropischen Sturm und am 12. September zum Hurrikan. Gordon erreichte den Status eines Kategorie-2-Hurrikans am 13. September und wurde noch in der gleichen Nacht auf Kategorie 3 heraufgestuft, was ihn zum ersten starken Hurrikan der Saison machte.
Um den 16. September herum war seine Position für einige Zeit fast unverändert ca. 1600 km östlich von Bermuda, wo er sich auf knappe Hurrikanstärke abschwächte. Während er sich anschließend ostwärts beschleunigte, verstärkte er sich allerdings wieder zur Kategorie 2.
Am 19. September wurden Warnungen für die Azoren herausgegeben, weil der vorhergesagte Weg durch das Zentrum des Archipels führte.
Am 20. September erreichte er die östlichen Azoren als Hurrikan der Stufe 1.

### Hurrikan Helene
Am 11. September verließ eine tropische Welle die Küste Westafrikas. Die Welle organisierte sich sehr schnell und konnte sich am 12. September in ein tropisches Tiefdruckgebiet entwickeln. Das System konnte sich stetig intensivieren und wurde am 13. September zum tropischer Sturm Helene aufgestuft. Das System setzte, unter guten äußeren Bedingungen, den Intensivierungstrend fort und verstärkte sich am 16. September in einen Hurrikan, um sich einen Tag später zum zweiten starken Hurrikan (Kategorie 3+) der Saison zu intensivieren. Helene bewegte sich generell in westnordwestliche Richtung, bevor es in Richtung Nordwesten hinaus auf die hohe See wegsteuerte. Helene verursachte hohe Wasserwellen bei den Bermudas, bedrohte aber zu keiner Zeit Land. Am 24. September wurde das System extratropisch.

### Hurrikan Isaac
Ein Tiefdruckgebiet im Zentralatlantik produzierte zunächst einige Tage lang aktive Gewitter und wurde am 27. September zum neunten tropischen Tiefdruckgebiet der Saison hinaufgestuft. Das Tiefdruckgebiet verstärkte sich am 28. September ungefähr 1300 km ostsüdöstlich der Bermudas zu einem tropischen Sturm. Am 30. September intensivierte sich Isaac in einen Hurrikan und zog ungefähr 450 km östlich an den Bermudas vorbei, um dann in Richtung Norden auf Neufundland zuzusteuern. Am 2. Oktober wurde auf der Halbinsel von Avalon Sturmwarnung ausgegeben. Isaac zog am selben Nachmittag ungefähr 45 km an Cape Race vorbei und brachte dort Regen und Sturmböen bis 96 km/h mit sich.

## Platzierung nach Accumulated Cyclone energy (ACE)
| ACE (104kt2) – | ACE (104kt2) – | ACE (104kt2) – | ACE (104kt2) – | ACE (104kt2) – | ACE (104kt2) – | ACE (104kt2) – |
| -------------- | -------------- | -------------- | -------------- | -------------- | -------------- | -------------- |
| 1              | 24.3           | Helene         |                | 6              | 2.76           | Alberto        |
| 2              | 22.2           | Gordon         | 7              | 2.31           | Debby          |                |
| 3              | 9.60           | Florence       | 8              | 2.30           | Beryl          |                |
| 4              | 6.46           | Isaac          | 9              | 2.17           | Chris          |                |
| 5              | 5.72           | Ernesto        | 10             | 0.645          | Unbenannt      |                |
| Gesamt: 78.5   |                |                |                |                |                |                |

Die nebenstehende Tabelle zeigt den ACE für jeden Sturm dieses Jahres. Der ACE beschreibt die Energie eines tropischen Sturms, indem die Stärke eines Sturms mit der Dauer multipliziert wird, das heißt langandauernde Stürme, sowie starke Stürme haben einen hohen ACE Wert.